# Butoconazolo
Il butoconazolo  è un derivato imidazolico ad attività antimicotica nei confronti di Candida, Trichophyton, Microsporum e Epidermophyton. È attivo anche contro alcuni batteri gram-positivi e protozoi, in particolare Trichomonas vaginalis.

## Caratteristiche strutturali, fisiche e chimiche
La molecola si presenta come una polvere cristallina biancastra. Praticamente insolubile in acqua, poco solubile in acetone, in acetonitrile, in diclorometano e in tetraidrofurano.
Il composto possiede uno stereocentro che genera due enantiomeri:
- (S)-butoconazolo, numero CAS 151909-74-9
- (R)-butoconazolo, numero CAS 151909-76-1

Il numero CAS 67085-13-6 fa riferimento alla miscela racemica dei due enantiomeri.

## Farmacodinamica
Il butoconazolo agisce inibendo la sintesi di ergosterolo, un componente costitutivo della membrana cellulare fungina.
L'esatto meccanismo d'azione antifungina di butoconazolo è sconosciuto, ma si presume che, come avviene per altri derivati imidazolici, il farmaco agisca tramite inibizione della sintesi di steroidi. 
Più precisamente si ritiene che agisca inibendo la conversione del lanosterolo a ergosterolo, con conseguente alterazione nella composizione lipidica della membrana cellulare fungina. Questo cambiamento strutturale altera la permeabilità della cellula e ne determina la lisi osmotica o, comunque, ne inibisce la crescita.

## Farmacocinetica
In seguito a somministrazione vaginale di butoconazolo nitrato in crema, una percentuale variabile tra il 2% ed 5,5% della dose viene assorbita. I livelli plasmatici massimi (Cmax) del farmaco e dei suoi metaboliti si raggiungono dopo 24 ore. L'emivita plasmatica è di 21-24 ore.

## Tossicologia
Studi sperimentali sugli animali (topo) hanno messo in evidenza una DL50 superiore a 3,2 g/Kg peso corporeo, quando somministrato per os, e superiore a 1,6 g/Kg, quando somministrato per via intraperitoneale.

## Usi clinici
Il composto trova indicazione nel trattamento di infezioni micotiche vulvovaginali causate da Candida (Candidosi).
Il butoconazolo può essere usato anche in associazione con contraccettivi orali e antibiotici.

## Effetti collaterali e indesiderati
Nel corso del trattamento sono stati riportati bruciore vulvare e/o vaginale (2,3%), prurito vulvare (0,9%), perdite vaginali, irritazione, dolore, gonfiore, crampi pelvico o addominali, prurito alle dita (0,2%).
In rari casi è stata segnalata la comparsa di trombocitopenia.

## Dosi terapeutiche
Il composto viene somministrato per via vaginale, come pessario od ovuli vaginali da 100 mg, oppure come crema al 2% di principio attivo da applicarsi per 3 giorni consecutivi. In letteratura vi sono evidenze di efficacia anche una singola applicazione di crema.

## Controindicazioni
Il butoconazolo è controindicato in soggetti con ipersensibilità individuale accertata verso il principio attivo, molecole chimicamente correlate oppure uno qualsiasi degli eccipienti contenuti nella formulazione farmacologica.

## Gravidanza e allattamento
Non esistono studi adeguati e ben controllati sull'utilizzo di butoconazolo in donne in stato di gravidanza, pertanto non è possibile escludere con certezza eventuali effetti nocivi sul feto. Gli studi eseguiti sugli animali non hanno messo in evidenza effetti embriotossici o teratogenetici, ma tali studi non sono sempre predittivi della risposta umana.
La Food and Drug Administration (FDA) ha inserito butoconazolo in classe C per l'uso in gravidanza.
In questa classe sono inseriti i farmaci privi di studi controllati sulle donne ma i cui studi sugli animali hanno rilevato effetti dannosi sul feto (teratogenico, letale o altro), oppure i farmaci per i quali non sono disponibili studi né sull'uomo né sull'animale.